# 人民黨 (南非)
人民黨（英語：Volksparty）是南非1939年至1941年間短暂存在的政党。

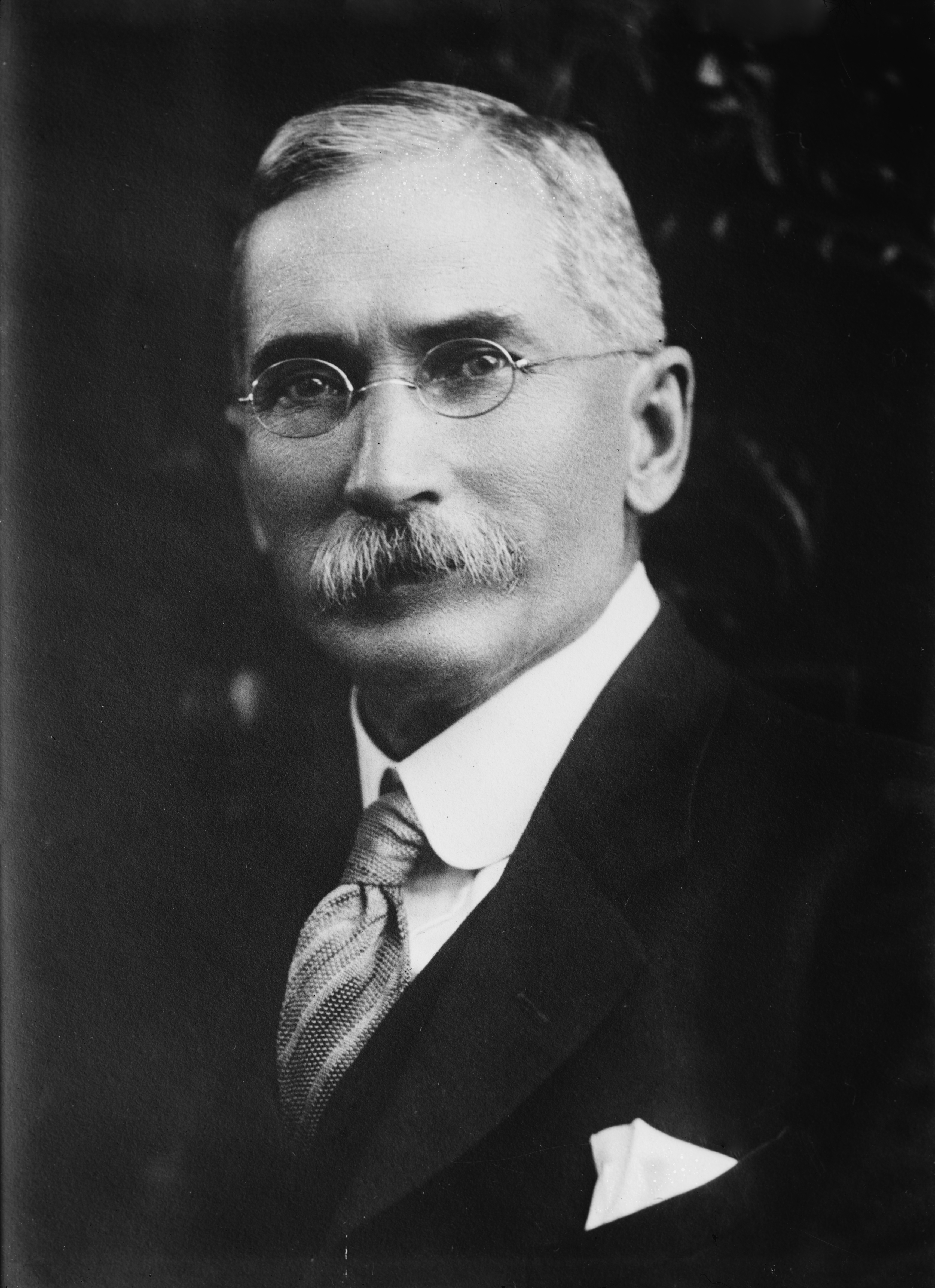
人民黨創黨人巴里·赫尔佐格

1934年，巴里·赫尔佐格领导的国民党与扬·史末资领导的南非黨組成聯合政府，隨後兩黨合併為統一黨。統一黨在1938年南非大選中獲得絕對多數，並由巴里·赫尔佐格擔任總理。反對合併的國民黨成員則在丹尼尔·马兰的領導下組成纯正国民党。
1939年英國對納粹德國宣戰後，赫爾佐格向其政黨與國會提議南非保持中立，但被否決。赫爾佐格遂退出政府，由史末資接任總理，南非也加入了同盟國陣營。統一黨因此分裂，赫爾佐格與其支持者開始與純正國民黨協商，試圖重新統合阿非利卡人的政黨。
由於赫爾佐格一派較為溫和，與純正國民黨之間的分歧一度無法彌合，因此成立了人民黨（Volksparty），班·舍曼於1939年12月9日當選為該黨主席。
在與丹尼尔·马兰談判後，反對派自1940年1月起名義上由赫爾佐格領導，合稱為「純正國民黨－人民黨」（Gesuiwerde Nasionale Party of Volksparty）。然而，雙方在1941年再度出現歧見與派系鬥爭，赫爾佐格與尼古拉斯·哈芬哈和親納粹者另組阿非利卡人党，馬蘭則成立联合国民党。這兩個政黨在1948年南非大选中聯手勝出，隨後合併並再次使用国民党之名。